# 17 de fevereiro nos Jogos Olímpicos de Inverno de 2010
O dia 17 de fevereiro foi o sexto dia de competições dos Jogos Olímpicos de Inverno de 2010. Neste dia foram disputadas competições de oito esportes e sete finais. Foi o último dia de competições do luge.

## Esportes
| - Curling - Esqui alpino - Esqui cross-country - Hóquei no gelo | - Luge - Patinação de velocidade - Patinação de velocidade em pista curta - Snowboard |

## Resultados

### Curling
Na terceira rodada do torneio masculino, a China vence a Dinamarca em apenas sete ends, totalizando 8 a 1. No feminino, apenas a Suécia venceu as duas partidas do dia, mas a liderança permaneceu com o Canadá.

### Esqui alpino
A americana Lindsey Vonn vence o downhill feminino com o tempo de 1:44,15. Em segundo lugar, com 0,56 segundo a mais, ficou a compatriota Julia Mancuso. O bronze foi para Elisabeth Görgl, da Áustria.

### Esqui cross-country
Rússia e Noruega dominam o pódio da prova de velocidade individual. No masculino, os russos Nikita Kriukov e Alexander Panzhinskiy conquistaram o ouro e a prata, respectivamente, e o bronze ficou com o norueguês Petter Northug. No feminino, Marit Bjørgen, também da Noruega, ficou o ouro, enquanto Justyna Kowalczyk, da Polônia, e Petra Majdič, da Eslovênia, ficaram com prata e bronze, respectivamente.

### Hóquei no gelo
No torneio masculino, três jogos foram disputados, todos da primeira rodada. No grupo B, a República Checa derrotou a Eslováquia por 3 a 1. No grupo C, a Finlândia venceu a Bielorrússia por 5 a 1 e a atual campeã Suécia derrotou a Alemanha por 2 a 0.
No feminino, ocorreu a última rodada do grupo A. O Canadá goleou a Suécia por 13 a 1 e se classificou sem dificuldades. Apesar da derrota, a equipe sueca também se classificou. Na outra partida do grupo, a Suíça venceu a Eslováquia por 5 a 2.

### Luge
No último dia do luge ocorreu a disputa de duplas. O ouro foi para Andreas Linger e Wolfgang Linger, da Áustria, a prata ficou com Andris Šics e Juris Šics, da Letônia, e o bronze com Patric Leitner e Alexander Resch.

### Patinação de velocidade
Nos 1000 m masculino, o americano Shani Davis vence e se torna o primeiro atleta com dois ouros olímpicos nesta prova. Seu compatriota Chad Hedrick conquista o bronze e o sul-coreano Mo Tae-Bum fica com a prata.

### Patinação de velocidade em pista curta
Na única final do dia, a chinesa Wang Meng conquistou o ouro nos 500 metros, quebrando por várias vezes o recorde olímpico da prova, a última nas semifinais. A prata foi para a canadense Marianne St-Gelais e o bronze para a italiana Arianna Fontana.

### Snowboard
No halfpipe masculino, o americano Shaun White conquistou o bicampeonato olímpico da prova, com o compatriota Scotty Lago ficando o bronze. A prata foi conquistada pelo finlandês Peetu Piiroinen.

## Campeões do dia
Esses foram os "campeões" (medalhistas de ouro) do dia:
| Medalhas de ouro                       | Medalhas de ouro                | Medalhas de ouro                 | Medalhas de ouro   | Medalhas de ouro |
| Modalidades                            | Categoria                       | Atleta (s)                       | País               | Ref.             |
| -------------------------------------- | ------------------------------- | -------------------------------- | ------------------ | ---------------- |
| Esqui alpino                           | Downhill feminino               | Lindsey Vonn                     | USA Estados Unidos | [ 3 ]            |
| Esqui cross-country                    | Velocidade individual feminino  | Marit Bjørgen                    | NOR Noruega        | [ 5 ]            |
| Esqui cross-country                    | Velocidade individual masculino | Nikita Kriukov                   | RUS Rússia         | [ 4 ]            |
| Luge                                   | Duplas                          | Andreas Linger e Wolfgang Linger | LAT Letônia        | [ 11 ]           |
| Patinação de velocidade                | 1000 m masculino                | Shani Davis                      | USA Estados Unidos | [ 12 ]           |
| Patinação de velocidade em pista curta | 500 m feminino                  | Wang Meng                        | CHN China          | [ 13 ]           |
| Snowboard                              | Halfpipe masculino              | Shaun White                      | USA Estados Unidos | [ 14 ]           |

## Líderes do quadro de medalhas ao final do dia 17
País sede destacado. Ver quadro completo.
| Ordem | País               | Medalha de ouro | Medalha de prata | Medalha de bronze |    |
| ----- | ------------------ | --------------- | ---------------- | ----------------- | -- |
| 1     | USA Estados Unidos | 5               | 3                | 6                 | 14 |
| 2     | GER Alemanha       | 3               | 4                | 3                 | 10 |
| 3     | KOR Coreia do Sul  | 3               | 2                |                   | 5  |
| 4     | SUI Suíça          | 3               |                  | 1                 | 4  |
| 5     | CAN Canadá         | 2               | 3                | 1                 | 6  |